# Бурачков, Платон Осипович
Бурачков, Платон Осипович (укр. Бурачков Платон Йосипович; 1815, Ивановка, Таврическая губерния — 13 октября 1894, Херсон) — археолог, нумизмат и коллекционер.

## Биография
Родился в селе Ивановка Таврической губернии.
Окончил Харьковский университет и получив высшее образование, поступил на службу в должности чиновника по особым поручениям в канцелярию Таврического губернатора. В 1870 году ушёл в отставку в чине надворного советника и переехал жить в Херсон. Там занимался изучением истории Северного Причерноморья, исследовал и коллекционировал древности этого края. Занимался изучением, классификацией и каталогизацией монет. Составил каталог монет Северного Причерноморья — «Общий каталог монет, принадлежащий эллинским колониям, существовавшим в древности на северном берегу Чёрного моря, в пределах Нынешней Южной России», изданный в Одессе в 1894 году. Коллекция античных вещей Платона Осиповича, которая состоит из 1430 предметов (монеты, вазы, золотые предметы и т. д.), была приобретена в 1883 году Государственным историческим музеем и хранится там по сегодняшний день.
Умер 13 октября 1894 года в Херсоне и похоронен на городском кладбище.